# Krzewo (Grande-Pologne)
Pour les articles homonymes, voir Krzewo.
Krzewo est une localité polonaise de la gmina mixte de Dąbie, située dans le powiat de Koło en voïvodie de Grande-Pologne. Elle se situe à environ 19 kilomètres au sud-est de la ville de Koło et 135 kilomètres à l'est de Poznań, la capitale régionale. 